# Leipziger gelehrtes Tagebuch

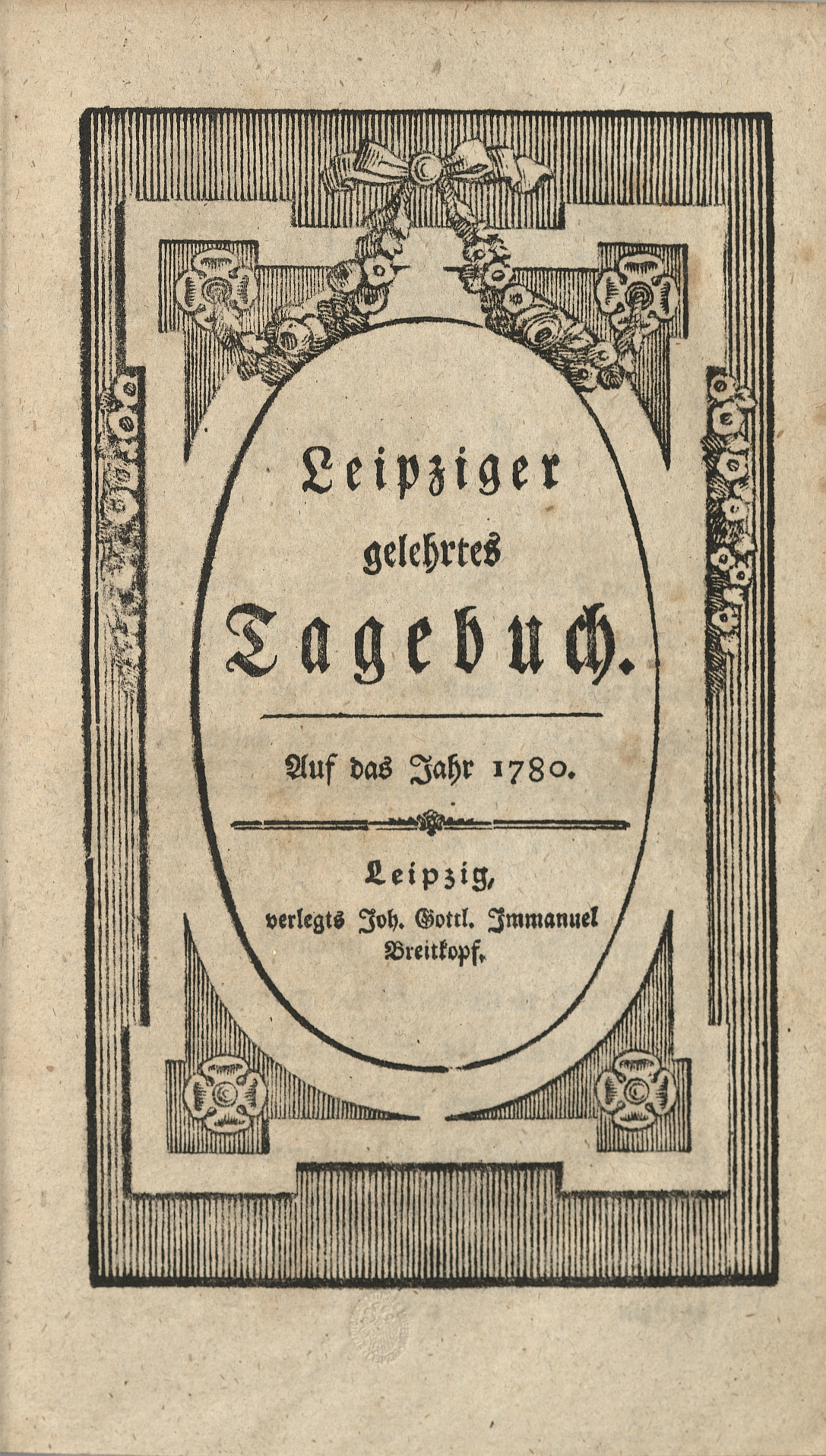
Leipziger gelehrtes Tagebuch. Auf das Jahr 1780

Das Leipziger gelehrte Tagebuch. Auf das Jahr ... war ein Jahrbuch, das für die Jahre 1780 bis 1807 vom Leipziger Professor und Universitätsrektor Johann Georg Eck herausgegeben und nach seinem Tod nicht mehr fortgesetzt wurde. In den Jahrbüchern wurden in Tagebuchform alle Begebenheiten, die das wissenschaftliche Leben der Stadt Leipzig betreffen, veröffentlicht. Dazu gehörten unter anderem Vorlesungsverzeichnisse, Promotionen mit Angaben zum Bildungsweg der Doktoranden, Veröffentlichungen von Leipziger Gelehrten, Berufungen und Abgänge, Neuerscheinungen von Leipziger Verlagen.
Zunächst wurde das Tagebuch bei Johann Gottlob Immanuel Breitkopf verlegt, später bei Georg Emanuel Beer (für die Jahre 1786–1795), der Weidmannischen Buchhandlung (1796–1804) und Paul Gotthelf Kummer (1805–1807). Im Jahr 1804 erschien ein von Samuel Ebert verfasster Registerband für die Jahre 1780 bis 1802.